# 경계선 (2018년 영화)
《경계선》(스웨덴어: Gräns, 영어: Border)은 2018년 개봉한 스웨덴의 판타지 영화이다. 알리 압바시가 감독과 공동각본을 맡았으며, 욘 아이비데 린드크비스트의 동명의 단편 소설이 영화의 원작이다. 2018 칸 영화제 주목할 만한 시선상을 수상했다. 제91회(2018) 아카데미 외국어영화상 부문 스웨덴 출품작이다. 2018 굴드바게상 작품상 수상작이다.

## 출연

### 주연
- 에바 멜란데르
- 에로 밀로노프
- 요르겐 토르손
- 앤 페트렌

## 기타
- 시각효과: 피터 호스
- 분장: 골란 룬드스트롬
- 분장: 파멜라 골댐머